# Hájek (Chotěboř)
Hájek (německy Hajek) je základní sídelní jednotka, součást města Chotěboř v okrese Havlíčkův Brod v kraji Vysočina. Je součástí katastrálního území Střížov u Chotěboře. Nachází se asi 7 km jihovýchodně od Chotěboře a asi 17,5 km severovýchodně od centra Havlíčkova Brodu.
V Hájku je registrováno 27 čísel popisných (počítají se i čp. 87 a 93 ležící mimo území osady, nepočítá se osada Bída). Severovýchodně od osady protéká Jitkovský potok, který se vlévá do Borovského potoka (ten se vlévá do řeky Sázavy). Nachází se zde kříž a malý rybník. Prochází tudy silnice III/34531, která začíná ve Střížově a v Hájku končí.